# Diakoneo
Diakoneo ist eine Körperschaft des öffentlichen Rechts mit Sitz im fränkischen Neuendettelsau bei Nürnberg und einer der größten unabhängigen diakonischen Träger in Deutschland.

## Geschichte
Am 9. Mai 1854 wurde von Wilhelm Löhe die Diakonissenanstalt in der Gemeinde Neuendettelsau, einer Ortschaft westlich von Nürnberg im Landkreis Ansbach, gegründet. Sie gehörte zu den Sozialwerken der neulutherischen Erweckungsbewegung des 19. Jahrhunderts und wurde später Diakonie Neuendettelsau genannt.
In den 1860er Jahren kamen Strukturen wie Alters- und Krankenversorgung für die Diakonissen dazu, eine einheitliche Tracht wurde eingeführt. In den Siebzigerjahren wurde unter dem Nachfolger Löhes, Friedrich Meyer, die geistliche Seite der Gemeinschaft stärker betont. Ebenso entstanden in dieser Zeit mehrere Filialen des Mutterhauses. Das Werk expandierte, neben den Spitälern und Altersheimen kamen Anfang des 20. Jahrhunderts noch eine Schule für Lehrerinnenausbildung, eine Höhere Töchterschule und eine soziale Frauenschule dazu. Anfang der Dreißigerjahre hatte Neuendettelsau 1300 Diakonissen.
Insbesondere ab dem Jahr 2000 erweiterte die Diakonie Neuendettelsau ihr Angebot durch diverse Übernahmen. So wurden 2000 die Einrichtungen des Diakonievereins Roth übernommen, 2007 die Rangauklinik Ansbach, oder später die Nürnberger Diakoniestationen Diakonie NordWest und der Diakonie Nürnberg-Ost. Zum 1. Januar 2018 übernahm die Diakonie Neuendettelsau 75 Prozent der Anteile der Klinik Schwabach.
Am 1. Februar 1886 wurde das „Diakonissenhaus“ in Schwäbisch Hall von Pfarrer Hermann Faulhaber gegründet. Dieses wurde ab 1899 „Diakonissenanstalt“, später Evangelisches Diakoniewerk Schwäbisch Hall genannt. Das Diakoniewerk in Schwäbisch Hall verlor dann im Jahr 2019, nach 133 Jahren, seine Eigenständigkeit.
Im Jahr 2019 trat die Diakonie Neuendettelsau als juristische Person in das Evangelische Diakoniewerk Schwäbisch Hall e.V. ein. Zuvor waren alle bisherigen Mitglieder aus dem meist Diak genannten Verein ausgetreten. Der Verein wurde danach in eine gemeinnützige GmbH umgewandelt, deren einziger Gesellschafter die Diakonie Neuendettelsau wurde. Diese änderte in diesem Zuge ihren Namen zum 1. Juli 2019 in Diakoneo. Der Name soll drei Assoziationen hervorrufen: Mit altgriechisch διακονία diakonía, deutsch ‚Dienst‘, νέος néos, deutsch ‚neu‘ sowie διακονέω diakonéō, deutsch ‚ich diene‘.

## Strukturdaten
- 10.000 Mitarbeiter
- 1250 Betten in sechs Kliniken
- voraussichtlicher Jahresumsatz 600 Millionen Euro
- Geschäftsfelder: Der Bereich Bildung mit fast 40 Schulen und Ausbildungseinrichtungen, wie etwa der Fachakademie für Sozial- und Heilpädagogik Hof sowie die Dienste für Senioren mit ambulanten und stationären Angeboten an rund 20 Standorten Franken, Baden-Württemberg und Polen. Dazu kommen der Bereich Gesundheit mit vier Klinikstandorten in Ansbach, Nürnberg (Klinik Hallerwiese und Cnopfsche Kinderklinik), Schwabach und Schwäbisch Hall,[2] sowie die Dienste für über 2000 Menschen mit Behinderung in Mittel- und Oberfranken sowie Schwaben. Ferner besuchen rund 1100 Kinder die Kinderkrippen, Kindergärten und Horte der Dienste für Kinder in der Metropolregion Nürnberg. Eine Gründung des Werkes und eine hundertprozentige Tochter ist die Wilhelm Löhe Hochschule in Fürth. In Neuendettelsau besteht zudem die Internationale Akademie DiaLog mit einem breiten Fortbildungsangebot. Der diakonische Träger führt auch mehrere Betriebe wie die Kirchlichen Werkstätten Hostenbereitung und Paramentik sowie die Bäckerei, Gärtnerei und Metzgerei am Hauptsitz in Neuendettelsau. Ebenfalls dort existiert ein Drei-Sterne-Hotel, das DiaLog-Hotel Neuendettelsau. Ein weiteres Arbeitsfeld ist der Bereich Asyl und Migration.[15]